# Continuum公司
Continuum是一家设计和创新顾问公司，总部位于美国马萨诸塞州West Newton，同时在美国洛杉矶、意大利米兰、中国上海和韩国首尔设有5个工作室。公司的核心领域包括工业设计、设计战略、服务设计、人因工程、交互设计、可持续性设计、机械工程、环境学设计和电气工程。
1983年Continuum成立于美国波士顿，原名Design Continuum Inc.，其目标十分简单，旨在为企业用户设计产品。自此之后，业务逐渐发展至包括战略和品牌服务以及体验和产品设计。
公司目前拥有近200人的工作团队分布于全球范围内的5个工作室。其合作客户涉及医疗、消费品、计算机、汽车、酒店餐饮和金融服务等行业。公司做过的项目包括宝洁的速易洁、锐步的Pump运动鞋以及麻省理工媒体研究室的100美元笔记本电脑项目初始设计方向等。
自2003年以来，公司获得了14次由美国商业周刊主办，美国工业设计师协会（IDSA）担任评委的IDEA工业设计杰出大奖。公司的众多设计师也出现在Daniel H. Pink的著作“A Whole New Mind”中。2007年夏季，公司主持了美国公共广播电视公司的电视系列节目“Design Squad”的大结局，该节目旨在鼓励儿童以探索工程和设计领域作为职业方向。

## 外部連結
- Continuum 网站（页面存档备份，存于）